# 19 Moment
《19 Moment》是香港樂隊Supper Moment的第九張音樂專輯，於2020年1月19日推出。樂隊將以往自覺未臻圓滿的17首作品，以及兩首未曾收錄於任何專輯內的單曲，共19首歌集結於這張精選碟內。四人這次特地遠赴美國紐約Germano Studio，將其中的17首歌重新編曲、錄音和進行後期混音工序；並直接以高音質 96kHz/24bit 錄制、analogue mixing(模擬混音)的方式，將最真實的聲音還原到聽眾的耳朵。

## 曲目
Disc 1
1. 最後晚餐(2019)
2. 對岸對望(2019)
3. PS I Love You(2019)
4. Love Song(2019)
5. 等等...(2019)
6. 點滴(2019)
7. 是你令我再次找到心跳 (2019)
8. 今夜酒氣吹過(2019)
9. 最安靜的時候(2019)
10. 懂得快樂(2019)

Disc 2
1. 尋回一碗湯(2019)
2. 肥皂泡(2019)
3. Goodnight City(2019)
4. 月亮代表我受了傷的心(2019)
5. 很久沒擁抱(2019)
6. 有你有我(2019)
7. 沙燕之歌(2019)
8. 撼動
9. LOVE is NEARBY